# Islande aux Jeux olympiques d'hiver de 1956
Cet article contient des informations sur la participation et les résultats de l'Islande aux Jeux olympiques d'hiver de 1956, qui ont eu lieu à Cortina d'Ampezzo en Italie. 

## Résultats

### Ski alpin

#### Hommes
| Athlète             | Épreuve      | Manche 1     | Manche 1 | Manche 2     | Manche 2 | Total        | Total |
| Athlète             | Épreuve      | Temps        | Rang     | Temps        | Rang     | Temps        | Rang  |
| ------------------- | ------------ | ------------ | -------- | ------------ | -------- | ------------ | ----- |
| Steinþór Jakobsson  | Slalom géant |              |          |              |          | Disqualifié  | –     |
| Stefán Kristjánsson | Slalom géant |              |          |              |          | 3 min 59 s 1 | 62    |
| Einar Kristjánsson  | Slalom géant |              |          |              |          | 3 min 53 s 4 | 60    |
| Eysteinn Þórðarson  | Slalom géant |              |          |              |          | 3 min 49 s 4 | 56    |
| Stefán Kristjánsson | Slalom       | Disqualifié  | –        | –            | –        | Disqualifié  | –     |
| Einar Kristjánsson  | Slalom       | 1 min 50 s 0 | 36       | 2 min 28 s 6 | 40       | 4 min 18 s 6 | 37    |
| Eysteinn Þórðarson  | Slalom       | 1 min 44 s 7 | 30       | 2 min 15 s 6 | 29       | 4 min 00 s 3 | 26    |

#### Femmes
| Athlète               | Épreuve      | Manche 1     | Manche 1 | Manche 2     | Manche 2 | Total        | Total |
| Athlète               | Épreuve      | Temps        | Rang     | Temps        | Rang     | Temps        | Rang  |
| --------------------- | ------------ | ------------ | -------- | ------------ | -------- | ------------ | ----- |
| Jakobína Jakobsdóttir | Descente     |              |          |              |          | 1 min 57 s 2 | 31    |
| Jakobína Jakobsdóttir | Slalom géant |              |          |              |          | 2 min 39 s 4 | 41    |
| Jakobína Jakobsdóttir | Slalom       | 1 min 06 s 4 | 23       | Disqualifiée | –        | Disqualifiée | –     |

### Ski de fond

#### Hommes
| Épreuve | Athlète          | Course        | Course |
| Épreuve | Athlète          | Temps         | Rang   |
| ------- | ---------------- | ------------- | ------ |
| 15 km   | Oddur Pétursson  | 1 h 02 min 36 | 61     |
| 15 km   | Jón Kristjánsson | 58 min 23     | 55     |
| 30 km   | Oddur Pétursson  | 2 h 10 min 16 | 48     |
| 30 km   | Jón Kristjánsson | 2 h 00 min 52 | 39     |

## Référence
- (en) Cet article est partiellement ou en totalité issu de l’article de Wikipédia en anglais intitulé « Iceland at the 1956 Winter Olympics » (voir la liste des auteurs).